# Кубок Білорусі з футболу серед жінок
Кубок Білорусі з футболу серед жінок — щорічне змагання для білоруських жіночих футбольних клубів, що проводиться Білоруською федерацією футболу. Розігрується з 1992 року.

## Переможці та фіналісти
| Сезон | Переможець                      | Результат               | Фіналіст                          |
| ----- | ------------------------------- | ----------------------- | --------------------------------- |
| 1992  | «Надія» (Могильов)              | 5–0                     | «Електроніка» (Мінськ)            |
| 1993  | «Надія» (Могильов)              | 1–0                     | «Трикотажниця-Орніна» (Бобруйськ) |
| 1994  | «Надія» (Могильов)              | 2–0                     | «Трикотажниця» (Бобруйськ)        |
| 1995  | «Трикотажниця» (Бобруйськ)      | 2–1                     | «Надія» (Могильов)                |
| 1996  | «Бобруйчанка» (Бобруйськ)       |                         |                                   |
| 1997  | «Бобруйчанка» (Бобруйськ)       |                         |                                   |
| 1998  | «Бобруйчанка» (Бобруйськ)       |                         |                                   |
| 1999  | «Бобруйчанка» (Бобруйськ)       | 1-0                     | «Жемчужина» (Берестя)             |
| 2000  | «Бобруйчанка» (Бобруйськ)       |                         |                                   |
| 2001  | «Бобруйчанка» (Бобруйськ)       |                         |                                   |
| 2002  | «Бобруйчанка» (Бобруйськ)       |                         |                                   |
| 2003  | «Бобруйчанка» (Бобруйськ)       |                         |                                   |
| 2004  | «Надія-Ліфтмаш» (Могильов)      |                         |                                   |
| 2005  | «Університети-Двіна» (Вітебськ) |                         |                                   |
| 2006  | «Університет» (Вітебськ)        |                         |                                   |
| 2007  | «Університет» (Вітебськ)        |                         |                                   |
| 2008  | «Бобруйчанка» (Бобруйськ)       |                         |                                   |
| 2009  | «Зорка-БДУ» (Мінськ)            |                         |                                   |
| 2010  | «Зорка-БДУ» (Мінськ)            | 0–0 (дод.ч.) 4–2 (пен.) | «Бобруйчанка» (Бобруйськ)         |
| 2011  | «Мінськ                         | 1–0                     | «Зорка-БДУ» (Мінськ)              |
| 2012  | «Зорка-БДУ» (Мінськ)            | 2–1 (дод. ч.)           | «Мінськ»                          |
| 2013  | «Мінськ»                        | 3–0                     | «Бобруйчанка» (Бобруйськ)         |
| 2014  | «Мінськ»                        | 2–1                     | Zorka-BDU                         |
| 2015  | «Мінськ»                        | 2–1                     | «Зорка-БДУ» (Мінськ)              |
| 2016  | «Мінськ»                        | 3–0 (дод.ч.)            | «Зорка-БДУ» (Мінськ)              |
| 2017  | «Мінськ»                        | 1–0                     | «Зорка-БДУ» (Мінськ)              |
| 2018  | «Мінськ»                        | 6–1                     | «Іслоч-РДУОР»                     |
| 2019  | «Мінськ»                        | 4–0                     | «Іслоч-РДУОР»                     |